# Lutzomyia legerae
Lutzomyia legerae är en tvåvingeart som beskrevs av Le Pont F., Gantier J. C., Hue S., Valle S. 1995. Lutzomyia legerae ingår i släktet Lutzomyia och familjen fjärilsmyggor.
Artens utbredningsområde är Nicaragua. Inga underarter finns listade i Catalogue of Life.